# Bacha posh
Bacha posh és el nom que reben les nenes que viuen sota una identitat masculina per poder ajudar les seves famílies, per exemple podent sortir a treballar disfressades de nen. És una pràctica actual a l'Afganistan i en algunes zones pakistaneses on l'integrisme islàmic confina les dones a la llar. Les bacha posh poden abandonar casa seva per anar a escola, fer tràmits o guanyar diners mentre el seu sexe quedi ocult. Usualment es dona en casos on la família té només filles o ha perdut el baró recentment i una germana ha d'assumir els seus rols. Quan arriba la pubertat i és més difícil amagar els trets físics femenins, moltes nenes abandonen la disfressa.